# 최필수
최필수(崔弼守, 1991년 6월 20일~)는 대한민국의 축구 선수이며 포지션은 골키퍼이다.

## 구단 경력
2014 시즌을 앞두고 열린 2014 K리그 드래프트에서 K리그 챌린지의 FC 안양에 지명되었다. 데뷔 시즌 이진형에 밀려 주전 골키퍼 자리를 차지하지 못하였지만 이진형의 부상을 틈타 2014년 7월 5일 부천 FC와의 경기에서 프로 데뷔전을 치렀다. 2015 시즌엔 2014 시즌 종료 후 입대한 이진형의 뒤를 이어 안양의 주전 골키퍼로 활약하며 리그 34경기에 출전하였다.
2019시즌 여름 이적시장에서 부산 아이파크로 이적했다.
2022시즌을 앞두고 성남 FC로 이적했다.